# Seznam azerbajdžanskih nogometašev
Seznam azerbajdžanskih nogometašev.

## A
- Aslan Aliyev
- Elgun Abbasli
- Asif Abbasov
- Aykhan Abbasov
- Ramazan Abbasov
- Samir Abbasov
- Urfan Abbasov
- Araz Abdullayev
- Asgar Abdullayev
- Elnur Abdullayev
- Rashad Abdullayev
- Elnur Abdulov
- Samir Abdulov
- Ilgar Abdurakhmanov
- Rasim Abishov
- Samir Alakbarov
- Ahmad Alaskarov
- Nazim Aliyev
- Rauf Aliyev

## B
- Babajev
- Elmar Bahshiev
- Elmar Bakhshiev
- Kamal Bayramov

## D
- Arif Dashdemirov
- Shahin Diniyev

## G
- Elshan Gambarov
- Gara Garayev
- Vali Gasimov
- Zaur Gasimov
- Aziz Guliyev
- Eshgin Guliyev
- Farid Guliyev
- Ramin Guliyev
- Rufat Guliyev
- Tarlan Guliyev
- Amit Guluzade

## H
- Aftandil Hajiyev
- Boyukagha Hajiyev
- Nizami Hajiyev
- Rahman Hajiyev
- Ibrahim Hasanbekov
- Namiq Hasanov
- Jahangir Hasanzade
- Zaur Hashimov
- Javid Hüseynov
- Murad Hüseynov
- Ramal Hüseynov
- Vurğun Hüseynov
- Yunis Hüseynov

## I
- Ruslan Idiqov
- Emin Imamaliev
- Javid Imamverdiyev
- Arif Isayev
- Tural Isgandarov
- Huseyn Isgandarov
- Afran Ismayilov
- Farrukh Ismayilov
- Eddy Silvestre Pascual Israfilov

## J
- Emin Jafarguliyev
- Tural Jalilov
- Vagif Javadov

## K
- Rashad Karimov
- Aslan Kerimov
- Kenan Kerimov
- Sahil Kerimov
- Shahriyar Khalilov
- Tarlan Khalilov

## M
- Murad Megamadov
- Jamshid Maharramov
- Ruslan Majidov
- Alakbar Mammadov
- Aqil Mammadov
- Asif Mammadov
- Azer Mammadov
- Elshan Mammadov
- Elvin Mammadov
- Ismayil Mammadov
- Khagani Mammadov
- Nodar Mammadov
- Novruz Mammadov
- Ramiz Mammadov
- Fizuli Mammedov
- Rauf Mehdiyev
- Hüseyn Mehemmedov
- Agaselim Mirjavadov
- Javad Mirzayev
- Orkhan Mirzayev
- Baxtiyar Musayev
- Ruslan Musayev
- Samir Musayev
- Mustafajev
- Mutalibov

## N
- Nadir Nabiev
- Agil Nabiyev
- Vüqar Nadirov
- Tural Narimanov
- Ramin Nasibov
- Aqil Nebiyev
- Adehim Niftaiyev
- Nurlan Novruzov
- Habil Nurahmadov

## Q
- Ilkin Qirtimov
- Kazemır Qudiyev
- Emin Quliyev
- Kamal Quliyev
- Alim Qurbanov
- Mahmud Qurbanov
- Qurban Qurbanov

## R
- Shahriyar Rahimov
- Rasim Ramaldanov
- Zaur Ramazanov
- Elhan Rasulov
- Vidadi Rzayev

## S
- Rashad Sadiqov
- Vagif Sadiqov
- Orkhan Safiyaroglu
- Murad Sattarly
- Ramil Sayadov
- Mirhuseyn Seyidov
- Samadagha Shikhlarov
- Mahir Shukurov
- Nadir Shukurov
- Bakhtiyar Soltanov
- Nazim Suleymanov
- Jeyhun Sultanov
- Elman Sultanov

## T
- Akif Taghiyev
- Zaur Tagizade
- Kazbek Tuaev

## U
- Rizvan Umarov

## V
- Farhad Veliyev

## Y
- Ilham Yadullayev
- Eltun Yagublu
- Saşa Yunisoğlu
- Elvin Yunuszade
- Mikayil Yusifov
- Namiq Yusifov
- Ruhid Yusubov

## Z
- Zeynal Zeynalov